# Hjálmar Jónsson
Hjálmar Jónsson (* 29. Juli 1980 in Egilsstaðir) ist ein ehemaliger isländischer Fußballspieler. Der Abwehr- und Mittelfeldspieler, der zwischen 2002 und 2013 für die isländische Nationalmannschaft auflief, bestritt den Großteil seiner Karriere in Schweden, wo er mit IFK Göteborg jeweils einmal die Landesmeisterschaft und dreimal den Landespokal gewann.

## Werdegang
Hjálmar Jónsson begann mit dem Fußballspielen in seiner isländischen Heimat. 1999 wechselte er von seinem Heimatverein Höttur Egilsstaðir zu Keflavík ÍF. Für seinen neuen Klub debütierte der Defensivspieler im selben Jahr in der Landsbankadeild. Anfangs nur Ergänzungsspieler, schaffte er in der Spielzeit 2001 den Durchbruch und bestritt jedes der 18 Saisonspiele. Während er mit dem Klub den sechsten Platz erreichte, spielte er sich in die isländische U-21-Auswahl, für die er im Saisonverlauf dreimal auflief. Auch für die A-Nationalmannschaft hatte er sich durch seine Leistungen empfohlen, im Januar des folgenden Jahres debütierte er beim 0:0-Unentschieden gegen Kuwait im Nationaljersey.
Vor der Spielzeit 2002 schloss sich Hjálmar dem schwedischen Klub IFK Göteborg an. Beim in der Allsvenskan antretenden Verein kam er an der Seite von Pontus Kåmark, Magnus Erlingmark, Jonas Henriksson und Martin Ericsson in seiner ersten Spielzeit zu zehn Ligaeinsätzen. In den folgenden Jahren bremsten ihn immer wieder diverse Verletzungen, so dass er nur zeitweise als Stammkraft für den Göteborger Klub auflief. 2004 erreichte er mit dem Klub das Endspiel um den schwedischen Landespokal, in dem er an der Seite von Karl Svensson, Fredrik Risp und Magnus Johansson eine 1:3-Niederlage gegen Djurgårdens IF nicht verhindern konnte.
In der Spielzeit 2007 trug Hjálmar in 23 Ligaspielen, in denen ihm ein Tor gelang, zum Gewinn des Lennart-Johansson-Pokals für den schwedischen Landesmeister bei. Erneut erreichte die Mannschaft im selben Jahr das Pokalendspiel, bei der 0:3-Niederlage gegen Kalmar FF durch Tore von César Santin und Patrik Ingelsten stand er mit Adam Johansson, Mattias Bjärsmyr und Ragnar Sigurðsson in der Viererkette. Endgültig zur Stammkraft geworden zog er mit dem Klub im folgenden Jahr erneut ins Pokalfinale ein, in dem gegen Kalmar FF nach Elfmeterschießen die Revanche für die Vorjahresniederlage gelang. 2009 war die Titelverteidigung möglich, als der Klub als Vizemeister zum dritten Mal in Folge das Endspiel erreicht hatte. Gegen den amtierenden Meister AIK verlor die Mannschaft jedoch nach Toren von Mauro Iván Óbolo und Antônio Flávio mit 0:2.

## Erfolge
- Schwedischer Meister: 2007
- Schwedischer Pokal: 2008, 2013, 2015
- Schwedischer Fußball-Supercup: 2008